# Paranarthrurella caudata
Paranarthrurella caudata är en kräftdjursart som först beskrevs av Rosalia Konstantinovna Kudinova-Pasternak 1965.  Paranarthrurella caudata ingår i släktet Paranarthrurella och familjen Agathotanaidae. Inga underarter finns listade i Catalogue of Life.